# Černohorské námořnictvo
Černohorské námořnictvo (černohorsky: Mornarica Vojske Crne Gore) je součástí ozbrojených sil Černé Hory. Hlavním úkolem nevelkého námořnictva je obrana pobřeží. Hlavní základny námořnictva jsou Bar a Herceg Novi.

## Vývoj

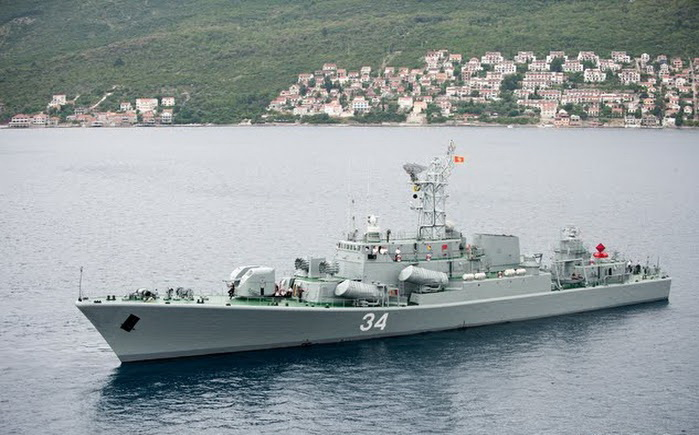
Fregata Pula před demontáží protilodních střel

Námořnictvo vzniklo v roce 2006 jako nástupce zaniklého námořnictva Srbska a Černé Hory. Protože Černé Hoře připadlo celé pobřeží bývalého srbsko-černohorského státu, černohorské námořnictvo převzalo námořní plavidla jugoslávského námořnictva. Nedostatek financí však zemi neumožňuje udržovat tak rozsáhlé síly, a proto dochází k jeho postupné redukci. Jádro námořnictva tak dnes tvoří fregaty třídy Kotor, které jsou po částečném odzbrojení používány jako hlídkové lodě.
Dne 4. listopadu 2024 námořnictvo objednalo stavbu dvou hlídkových lodí typu OPV-60M od francouzské loďařské společnosti Kership.

## Složení (výběr)

### Raketové čluny

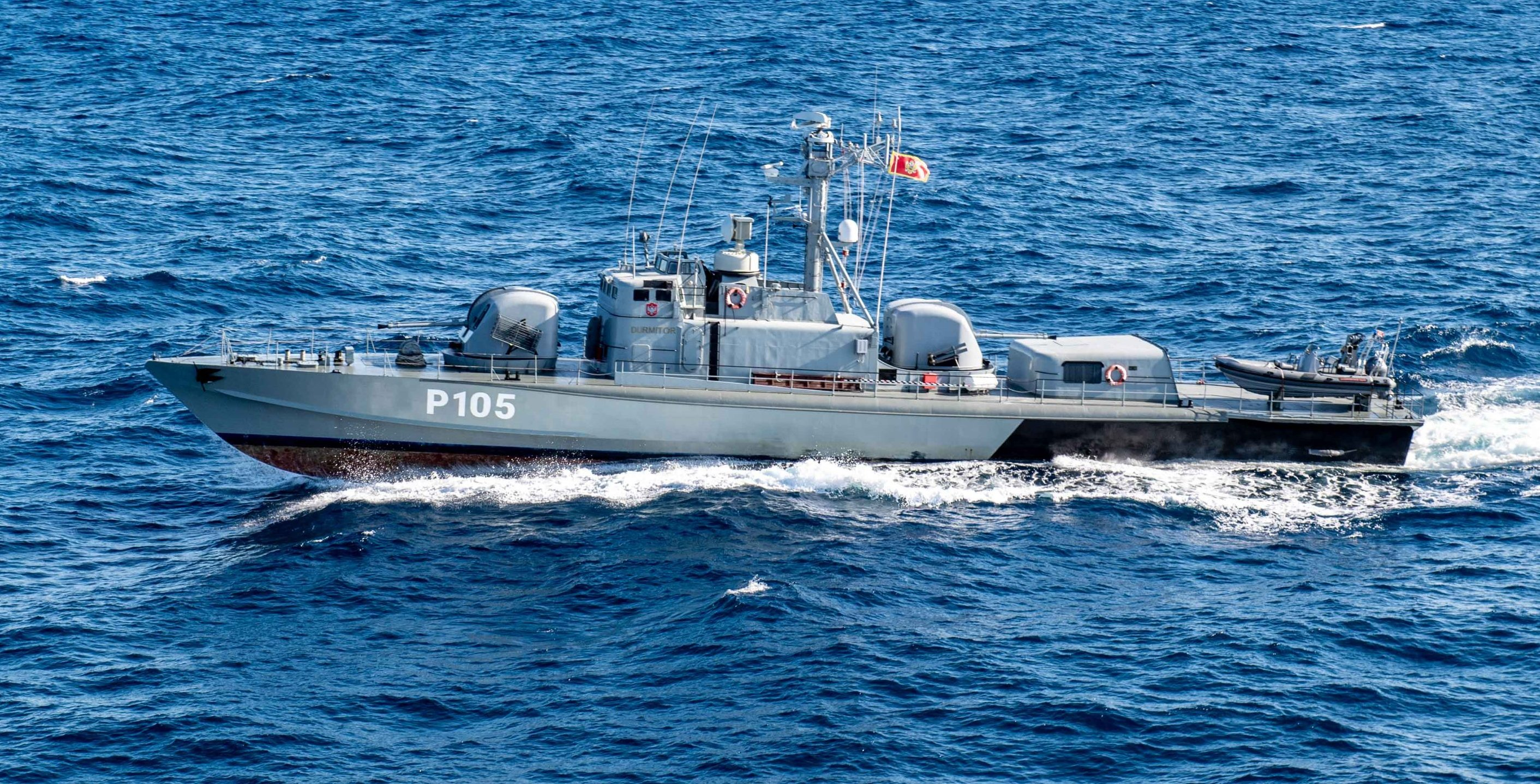
Raketový člun Durmitor (P105)

- Třída Rade Končar
  - Durmitor (P105)
  - Ante Banina (RTOP-406)

### Pomocné lodě

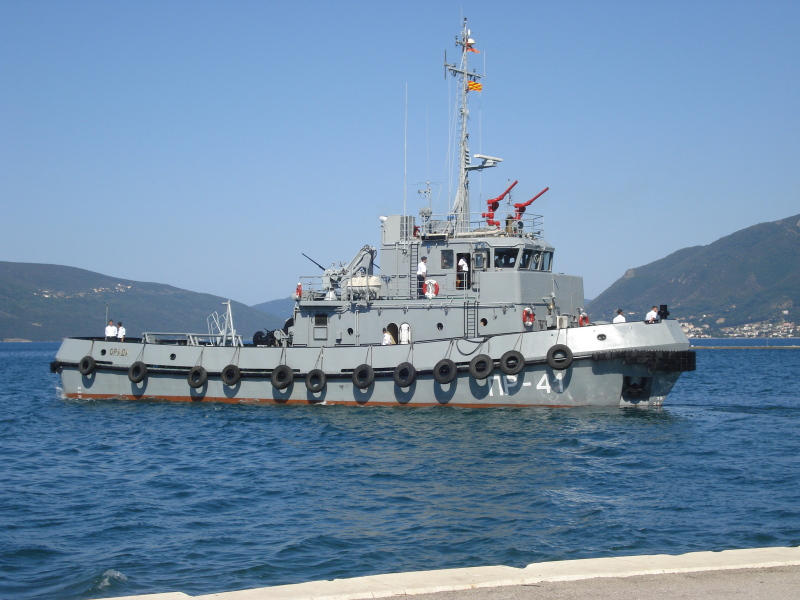
Záchranný remorkér Orada (PR-41)

- Třída PO – transportní loď
  - (PO91)

- Orada (PR-41) – remorkér
- (LR-77) – remorkér

- Jadran – cvičná plachetnice

## Plánované akvizice
- OPV-60M – V listopadu 2024, objednané u francouzské loďařské společnosti Kership a postaví francouzská loděnice Piriou (2 ks).[2]